# 小池町 (豊橋市)
小池町（こいけちょう）は、愛知県豊橋市の地名。

## 地理
豊橋市中央部に位置する。東は東小池町、西は西小池町・鴨田町・富本町に接する。

### 河川
- 山田川[1]

### 字一覧
- 安海戸（あんかいど）[WEB 5]
- 上ノ山（うえのやま）[WEB 5]
- 鍵田（かぎた）[WEB 5]
- 鴨田（かもだ）[WEB 5]
- 上田（じょうだ）[WEB 5]
- 角田（つのだ）[WEB 5]
- 西海戸（にしかいど）[WEB 5]
- 原下（はらした）[WEB 5]
- 山田川（やまだがわ）[WEB 5]

## 歴史

### 町名の由来
集落が移動したことから「越家」と称したものが、後に小池となったという説や小池神社の南にあった小さな池に由来するという説があるという。

### 人口の変遷
国勢調査による人口および世帯数の推移。
| 1995年（平成7年）  | 601世帯 1464人 |  |
| 2000年（平成12年） | 613世帯 1360人 |  |
| 2005年（平成17年） | 635世帯 1329人 |  |
| 2010年（平成22年） | 604世帯 1243人 |  |
| 2015年（平成27年） | 613世帯 1225人 |  |

### 沿革
- 江戸時代 - 吉田藩領の三河国渥美郡小池村として所在[2]。
- 1878年（明治11年） - 福岡村の一部となる[2]。
- 1932年（昭和7年） - 高師村福岡の一部により、豊橋市小池町が成立[2]。
- 1933年（昭和8年） - 一部が柳生町・堂浦町・鍵田町・東小池町にそれぞれ編入される[2]。
- 1934年（昭和9年） - 一部が南小池町・福岡町に編入される[2]。
- 1946年（昭和21年） - 一部が東橋良町・松村町・有楽町・入船町・花中町・鴨田町・西小池町にそれぞれ編入される[2]。

## 交通
- JR東海道本線[1]
- 東海道新幹線[1]
- 国道259号[1]
- 豊橋鉄道渥美線小池駅[1]
- 愛知県道小松原小池線[1]

## 施設
- 潮満公園[1]
  - 曹洞宗潮音寺[1]
  - 塩満保育園[1]
- 真言宗醍醐派光徳院[1]
- 小池神社[1]

- 潮音寺

### WEB
1. ↑  “愛知県豊橋市の町丁・字一覧”.   人口統計ラボ. 2023年4月13日閲覧。
2. ↑  総務省統計局 (2017年1月27日). “平成27年国勢調査の調査結果(e-Stat) - 男女別人口及び世帯数 －町丁・字等” (CSV). 2021年7月21日閲覧。
3. ↑  “愛知県豊橋市の郵便番号一覧”.   日本郵便. 2023年4月13日閲覧。
4. ↑  “市外局番の一覧” (PDF).   総務省 (2022年3月1日). 2022年3月22日閲覧。
5. 1 2 3 4 5 6 7 8 9  “愛知県豊橋市 住所一覧から地図を検索”.   ONE COMPATH. 2023年8月17日閲覧。
6. ↑  総務省統計局 (2014年3月28日). “平成7年国勢調査の調査結果(e-Stat) - 男女別人口及び世帯数 －町丁・字等” (CSV). 2021年7月20日閲覧。
7. ↑  総務省統計局 (2014年5月30日). “平成12年国勢調査の調査結果(e-Stat) - 男女別人口及び世帯数 －町丁・字等” (CSV). 2021年7月20日閲覧。
8. ↑  総務省統計局 (2014年6月27日). “平成17年国勢調査の調査結果(e-Stat) - 男女別人口及び世帯数 －町丁・字等” (CSV). 2021年7月21日閲覧。
9. ↑  総務省統計局 (2012年1月20日). “平成22年国勢調査の調査結果(e-Stat) - 男女別人口及び世帯数 －町丁・字等” (CSV). 2021年7月21日閲覧。
10. ↑  総務省統計局 (2017年1月27日). “平成27年国勢調査の調査結果(e-Stat) - 男女別人口及び世帯数 －町丁・字等” (CSV). 2021年7月21日閲覧。

### 書籍
1. 1 2 3 4 5 6 7 8 9 10 11 12 13  「角川日本地名大辞典」編纂委員会 1989, p. 1787.
2. 1 2 3 4 5 6 7  「角川日本地名大辞典」編纂委員会 1989, p. 529.